# Topolje (Draž)
Topolje (mađ. Izsép,  narodski Ižip), naselje u Općini Draž Osječko-baranjske županije (Republika Hrvatska). 

## Zemljopisni položaj
Topolje je smješteno u sjevernom dijelu Baranje, u mikroregiji Karašičke aluvijalne nizine Istočnohrvatske ravnice. Udaljeno je 5 km sjeverozapadno od općinskog sjedišta Draža i 18 km cestom od Belog Manastira. Leži na nadmorskoj visini od 95 m. Nalazi se na križištu županijske ceste Ž4018 (D7 – Topolje – Gajić – D212) i nerazvrstane ceste. Autobusnim vezama povezano je s Belim Manastirom. Dio naselja je zaselak Puškaš.

## Stanovništvo
Broj stanovnika Topolja kretao se ovako: 
| broj stanovnika | 1622  | 1655  | 1702  | 1817  | 1723  | 1600  | 1169  | 1161  | 951   | 928   | 1072  | 947   | 781   | 683   | 473   | 395   | 287   |
|                 | 1857. | 1869. | 1880. | 1890. | 1900. | 1910. | 1921. | 1931. | 1948. | 1953. | 1961. | 1971. | 1981. | 1991. | 2001. | 2011. | 2021. |

## Povijest
Ižip, narodno, neslužbeno ime baranjskog sela Topolja, nastalo od mađarskog imena tog sela Izsép, koje je promijenjeno u Topolje nakon Prvog svjetskog rata. Prema tom narodnom imenu stanovnici Topolja nazivaju se Ižipci, kako je nazvana i muška pjevačka grupa koja djeluje u okviru Društva prijatelja baranjskih starina "Ižip", a žene Ižipkinje, kako je nazvana i ženska pjevačka skupina iz Topolja.
Većinu stanovništva velikosrpske su snage protjerale početkom agresije na Hrvatsku (1991.). Veliki broj prognanih vratio se tijekom 1997. i 1998. početkom mirne reintegracije Hrvatskog Podunavlja.

## Gospodarstvo
Gospodarsku osnovu Topolja čine ratarstvo, stočarstvo, vinogradarstvo i voćarstvo. U naselju desetljećima postoji Poljoprivredna zadruga Topolje (samostalno djeluje od 1976. godine), a u novije vrijeme osnovana je Poljoprivredna zadruga "Cerine" i poduzeće "Zeleno zlato".

## Kultura
- baranjska smotra crkvenog pučkog pjevanja "Marijo svibnja kraljice"
- Društvo prijatelja baranjskih starina "Ižip"
- kulturno-umjetničko društvo "Baranjac" Topolje
- muška pjevačka skupina Ižipci
- ženska pjevačka skupina Ižipkinje
- dobrovoljno vatrogasno društvo Topolje
- Udruga vinara, vinogradara i voćara "Čibogat", osnovana 2010.godine

## Šport
- lovačko društvo "Sokol" Topolje
- Nogometni klub "Baranjac" Topolje, ugašen 2013. godine, nastavljeno djelovanje u mlađim uzrastima[4]
- športsko ribolovno društvo "Puškaš"

## Zaslužni ljudi
- Maja Kešić,  gajdašica
- Vlado Bubalović, prosvjetni djelatnik i pedagog

## Znamenitosti i zanimljivosti
Topolje je sjedište Župe sv. Petra i Pavla apostola, osnovane 1247. godine, a obnovljene 1775. godine, koja pripada Baranjskom dekanatu Đakovačke i srijemske biskupije.
Izvan Topolja nalazi se župna crkva sv. Petra i Pavla apostola, izgrađena 1722. godine, a u mjestu crkva sv. Marka evanđelista, izgrađena 1890. godine.

## Vanjske poveznice
- Šokačka kuća u Topolju  Arhivirana inačica izvorne stranice od 31. prosinca 2012. (Wayback Machine)